# 岸部町奇談
『岸部町奇談』（きしべちょうきだん）は、2010年～2012年に公開の日本映画。『岸部町奇談 探訪編』（きしべちょうきだんたんぼうへん）が製作され2012年6月から公開された。2013年4月に続編『怪特探KAITOKUTAN 岸部町奇談』が公開された。

## 概要
- 2010年に劇場公開されたオムニバス映画『OUTSIDER-052』の一編として制作された短編作。
- 翌年に新規キャストで短編作『第2章 怪奇特別探偵』と『余談』が単独で制作された。美少女プロデュースのフリーペーパー「美少女図鑑」のモデルもメイン女優として出演した。
- 2011年にシリーズの完結編として『第3章』が企画されたが、主演キャストの変更に伴い『第1章』の続編として『第2章 怪奇特別探偵』『余談』を含む新説『岸部町奇談 探訪編』と改名し長編版として制作された。
- 2013年に『探訪編』から2年後を描いた『怪特探KAITOKUTAN 岸部町奇談』を制作。特殊効果を織り交ぜたカンフーアクション要素が強くなっている。舞台を高校からレトロな映画館へ移し経済産業省近代化産業遺産認定の西尾劇場で撮影が行われた。完成後に西尾劇場でも上映され閉館前最期の上映作品となった。愛知県知事の大村秀章氏が映画俳優として初出演している。
- 2014年に『探訪編』の続編として『探訪編』時と同じロケ地とキャストで短編作『トモコの夢みる幽霊』が制作された。『ENOLA (映画)』DVDの特典映像に収録されている。2015年に新説『幽霊ハンター』も制作された。

## ストーリー

### 探訪編
岸部高校にやってきた教育実習の先生 高柳朋子。キレイで性格も良く、生徒は朋子先生の虜になった。 数々の怪奇事件を解決してきた「怪奇特別探偵」の2人組はその何ともいえない不思議なオーラに不信感を持っていた。 朋子先生は何者なのだろうか・・・。真相を探っていくと黒江ミウと朋子先生の予想外の過去が明らかになっていく。 そして次々と起こる岸部町の怪奇現象の謎がひとつに繋がる。

### 怪特探KAITOKUTAN
高校生の黒江茜は丙尼劇場にある探偵事務所へ怪特探の狭間元を訪れる茜は夜な夜な仮面を被ったセーラー服のマネキンに付きまとわれていることを相談。狭間元はその悩みを即解決。しかし似たような現象が次々と起こり連続して数人が仮面の少女を目撃する。どうやらただのイタズラや勘違いではないよう。本当に幽霊なのか?人間の脳科学を分析し科学的に怪現象を突き止めようとする。遂に仮面の少女が謎の美女2人と共に丙尼劇場に現れる。怪特探の山本満とその兄貴の猿彦が想像を絶する闘いに巻き込まれる。

## キャスト

### 第1章
- 橘希莉恵：林由莉恵
- 宮下麻美：sayo
- 坂上修一：孫矢獅・（声：サエト）
- 橘由紀：近藤千尋
- 朋子：田中里帆

### 探訪編
- 黒江ミウ：水沢奈子
- 高柳朋子：横田亜美
- 狭間はじめ：サエト
- 山本満：阿知波良祐・（声：林一嘉）
- 奈々花：広瀬咲花
- 智美：松園夏希
- はじめの姉：平井亜矢子
- 辻村先生：銀河☆竜輝
- 吉田光佑
- 屋田龍樹
- 鈴木一輝
- 鈴木ただし

### 怪特探KAITOKUTAN
- 黒江茜：工藤奈那
- 高柳朋子：横田亜美
- 狭間元：サエト
- 山本満：阿知波良祐
- 奈々花：広瀬咲花
- 橘由紀：山田伊吹
- ミスD：岸田エリ子
- ミスY：岸田リナ
- 朋子の母：小池祥絵
- 鈴木あすな
- 林一嘉
- 大村秀章

### トモコの夢みる幽霊
- 高柳朋子：横田亜美
- 山本満：阿知波良祐
- 辻村先生：銀河☆竜輝

### 幽霊ハンター
- 幽霊ハンター：里中ユウスケ
- 高柳朋子：横田亜美

## スタッフ

### 探訪編
- プロデューサー・監督・脚本・編集・撮影・デザイン・造形：林一嘉
- 製作・制作：DryGinger
- 音楽：CHILDBANK、mineyo、morefloat
- エンディング曲：古橋崇
- 配給：TOブックス

### 怪特探KAITOKUTAN
- 企画・プロデューサー・監督・脚本・編集・造形・デザイン・アクション：林一嘉
- 撮影：林一嘉、竹山尚希
- 製作・制作：DryGinger
- 音楽：古橋崇